# Billings-Methode
Die Billings-Methode ist eine Methode der natürlichen Familienplanung (NFP). Sie geht auf den australischen Neurologen John Billings (1918–2007) zurück. Er erkannte, dass sich der Schleim am Muttermund kurz vor dem Eisprung verändert und damit zur Bestimmung der fruchtbaren Zyklusphase herangezogen werden kann. Bei dieser Methode beobachtet man täglich den Muttermundschleim (Zervikalschleim) und notiert dessen Beschaffenheit in einer Tabelle. Da sich die Beschaffenheit vor und um den Follikelsprung verändert, kann man durch Auswertung der Aufzeichnungen auf eine bevorstehende Ovulation schließen.

Mit Hilfe der Billings-Methode erstelltes Zyklusdiagramm

Während der unfruchtbaren Phase ist der Zervikalschleim klumpig oder dickflüssig und bildet einen Pfropfen im Muttermund. Wenn der Schleim sehr zäh ist, ist er äußerlich gar nicht zu beobachten, und die Scheide wirkt „trocken“. Je näher der Eisprung rückt, desto flüssiger und klarer wird der Schleim. In der hochfruchtbaren Phase wird er „spinnbar“, das heißt, er lässt sich zwischen zwei Lagen von Toilettenpapier oder zwischen den Fingern zu Fäden ziehen. Hat der Eisprung stattgefunden, wird der Schleim wieder zäh oder verschwindet ganz. Aufgrund von Schwankungen des Hormonspiegels, der wiederum die Schleimproduktion beeinflusst, kann es aber wiederholt zu verstärkt auftretendem, „fruchtbar“ wirkendem Schleim kommen, ohne dass ein Eisprung folgt. Solche einzelnen Schübe können zur Annahme führen, der Eisprung habe bereits stattgefunden, und setzen damit die Verlässlichkeit der Methode herab.

## Gebräuchliche Abkürzungen nach NFP
Folgende Abkürzungen haben sich nach NFP zur Notierung etabliert:
| Empfinden | | Aussehen des Schleims | Abkürzung |
| --- | --- | --- | --------- |
| trocken; raues Gefühl | und | kein Schleim zu sehen | t         |
| keine Feuchtigkeit | und | kein Schleim zu sehen | Ø         |
| feucht | aber | kein Schleim zu sehen | f         |
| nichts gefühlt oder feucht | und | cremig, klumpig, dicklich, weißlich, gelblich, nicht zäh                                                                              | s         |
| nichts gefühlt oder feucht | und | glasig (durchscheinend), ähnlich rohem Eiweiß, dehnbar oder spinnbar, flüssig, fadenziehend, rotbraun                                 | S+        |
| nass, glitschig, wie eingeölt, weich                                                                                                  | und/oder | glasig (durchscheinend), ähnlich rohem Eiweiß, dehnbar oder spinnbar, flüssig, fadenziehend, rotbraun                                 | S+        |
| Zervixschleimhöhepunkt: wie bei S+, kann aber erst im Nachhinein festgestellt werden, wenn die Schleimqualität wieder schlechter wird | Zervixschleimhöhepunkt: wie bei S+, kann aber erst im Nachhinein festgestellt werden, wenn die Schleimqualität wieder schlechter wird | Zervixschleimhöhepunkt: wie bei S+, kann aber erst im Nachhinein festgestellt werden, wenn die Schleimqualität wieder schlechter wird | S+H       |

## Sicherheit
Wendet man ausschließlich diese Methode zur Empfängnisverhütung an, besteht das Risiko, dass der Zeitpunkt des Eisprungs nicht genau bestimmt werden kann. Zudem können die Spermien in den Eileitern der Frau mehrere Tage leben und befruchtungsfähig bleiben. Die Wahrscheinlichkeit, schwanger zu werden, ist vergleichsweise hoch: auf dem Pearl-Index liegt die Billings-Methode bei etwa 15.
Das bedeutet, dass von 100 Frauen, die damit ein Jahr (zwölf Zyklen) lang verhüten, etwa 15 schwanger werden.

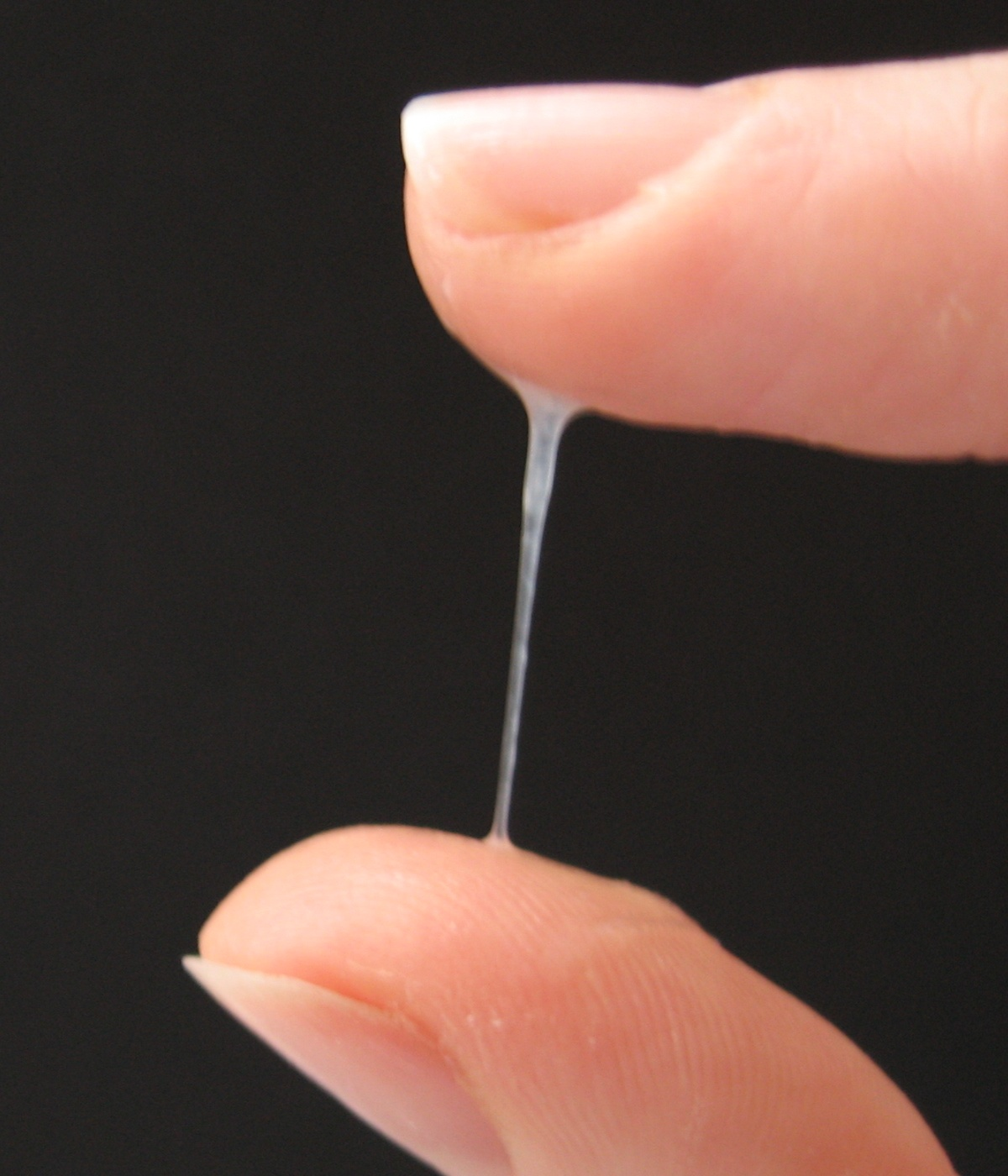
Fadenziehender Zervikalschleim

Die Kombination der Billings- mit der Temperaturmethode minimiert hingegen dieses Risiko: die aus der Kombination entstehende symptothermale Methode ist – bei sachgerechter Anwendung – mit einem Pearl-Index von 0,26 so sicher wie die Antibabypille.
Die Methoden der NFP sind auch geeignet für Paare mit Kinderwunsch, um die fruchtbare Zeit zu erkennen.